# Adan Santos
Adan Soares dos Santos (São Paulo, 20 de setembro de 1985) é um ginasta brasileiro que compete em provas da ginástica artística.
Santos fez parte da equipe que conquistou a medalha de prata nos Jogos Pan-americanos de 2007, na Rio de Janeiro.

## Carreira
Antes de tornar-se ginasta, durante a infância, Adan praticou capoeira. Aos doze anos, abrindo mão do futebol, da dança de rua e do teatro, fez a transição para a ginástica artística.
Em 2005, fez sua estreia pela seleção brasileira, ao conquistar a quarta colocação por equipes, no Pré-Pan: junto a Mosiah Rodrigues, Caio Costa e Danilo Nogueira, Adan somou 158,525 pontos nos seis aparelhos. No ano seguinte, durante a etapa de Moscou da Copa do Mundo, o atleta sofreu uma lesão no joelho direito durante a prova do salto. Como resultado, passou por uma artroscopia para a retirada de um fragmento de cartilagem na articulação. Parado, retomou os treinamentos para disputar o Pan-americano do Rio de Janeiro, em 2007. Em meio ao tempo afastado, manteve-se focado na faculdade de Educação Física.
Em meados de 2007, Santos ajudou a equipe brasileira a conquistar a medalha de prata coletiva, nos Jogos Pan-americanos. Liderados pelo ginasta Diego Hypólito, a seleção masculina somou 353,600 pontos, resultado suficiente para repetir a colocação no pódio da edição anterior, no Pan de Santo Domingo. Apesar das quedas do atleta das argolas e da barra fixa, o Brasil manteve-se à frente dos norte-americanos.
Em 2008, durante a I Etapa do Circuito Caixa, classificou-se na formação de trios junto à Laís Souza e Simone Luíz. Na final, foi o sexto colocado, à frente do trio de Daniele Hypólito.

## Principais resultados
| Ano  | Evento                     | AA | Equipe           | Solo | Cavalo com alças | Argolas | Salto sobre o cavalo | Barras paralelas | Barra fixa |
| ---- | -------------------------- | -- | ---------------- | ---- | ---------------- | ------- | -------------------- | ---------------- | ---------- |
| 2005 | Pré-Pan                    |    | 4º               |      |                  |         |                      |                  |            |
| 2007 | Jogos Pan-americanos       |    | Medalha de prata |      |                  |         |                      |                  |            |
| 2008 | Campeonato Caixa - I Etapa |    | 6º               |      |                  |         |                      |                  |            |